# Dorpskerk Staaken
De Dorpskerk van Alt-Staaken aan de Nennhauser Damm 72 in het Berlijnse stadsdeel Staaken van het district Spandau is een van de meer dan 50 dorpskerken in Berlijn die op de monumentenlijst prijken. De veldsteenkerk is gelegen op de Nauener Platte.

## Geschiedenis
In het jaar 1308 stond Staaken reeds bekend als kerkdorp. Er moet toen dus al een kerk hebben gestaan, vermoedelijk van hout of vakwerk. Verder is er weinig bekend hoe deze kerk er uit heeft gezien. Na een dorpsbrand in 1433 werd er op de oude fundamenten van die kerk tussen 1436 en 1442 een nieuwe laatgotische kerk van veldstenen gebouwd. Aan de noordzijde verrees een sacristie die later werd afgebroken. Op initiatief van de kerkenraad werd er in 1558 een klokkentoren gebouwd.
Als gevolg van de reformatie werd in 1560 de kerk van de inmiddels protestants geworden gemeente tot 1893 een filiaalkerk van de Sint-Nicolaaskerk te Spandau. In het jaar 1712 werd de dorpskerk in barokke stijl verbouwd en de bouwvallige toren werd vervangen door een nieuwe. In hetzelfde jaar werd een lijkenhuis aan de zuidzijde van de kerk aangebouwd, dat tegenwoordig als sacristie dient. Bij een classicistische verbouwing van de kerk in 1837 werden de muren van het schip verhoogd om de bouw van galerijen mogelijk te kunnen maken. Ook werden de muren gepleisterd en voorzien van grote segmentboogvensters.
In 1951 werd Staaken in het kader van een gebiedsuitruil tussen oost en west opgedeeld. Het westen van het dorp behoorde vanaf dat moment tot de DDR. Ook de dorpskerk kwam net binnen de grenzen van de DDR te liggen. Voor de bewoners van Oost-Staaken werd de kerk onbereikbaar.
Na de bouw van de muur werd het interieur van de dorpskerk in de stijl van de nieuwe zakelijkheid verbouwd. De galerijen, het altaar, het orgel en de kansel werden verwijderd.
De kerk bleef 39 jaar lang aan de demarcatielijn liggen. Als gevolg van de val van de muur werd de deling van Staaken in 1990 beëindigd. Een omvangrijke renovatie van de dorpskerk vond plaats in de jaren 2000-2002.

## Interieur
Het altaar uit het begin van de 16e eeuw werd reeds in 1896 aan het Märkische Museum verkocht. In 1962 werden de classicistische toevoegingen uit 1837 ongedaan gemaakt. De kerk heeft nog de kroonluchters, het altaarkruis en het gietijzeren doopvont uit 1837. Orgel, kansel en de twee zijgalerijen werden uit de kerk verwijderd.
In 1992 kreeg de kerk weer een orgel.
Vermeldenswaard zijn voorts:
- Een houten sculptuur van een vroeg-16e-eeuwse Madonna afkomstig van een laatgotisch altaar.
- Een gereconstrueerde kansel uit 1648; de beschilderde panelen in de kansel zijn origineel maar werden sterk gerestaureerd.
- Een muurschildering van de Italiaanse kunstenaar Gabriele Mucchi uit 2002 getiteld "Versöhnte Einheit", voorstellende de gekruisigde Christus en 12 historische personen die in de 16e eeuw een grote rol hebben gespeeld bij de vernieuwing van de kerk en het wereldbeeld.[1]

## Afbeeldingen

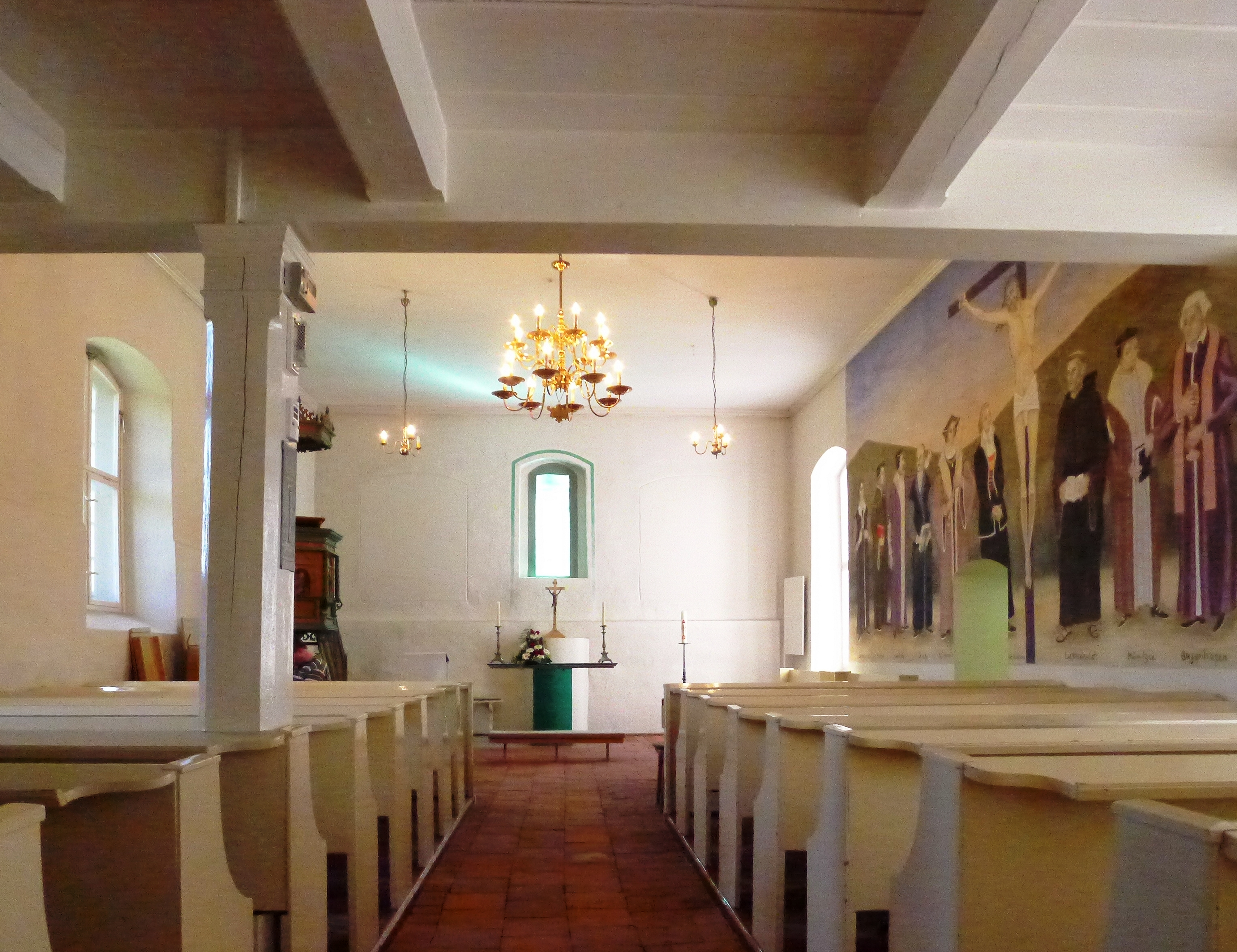
Interieur
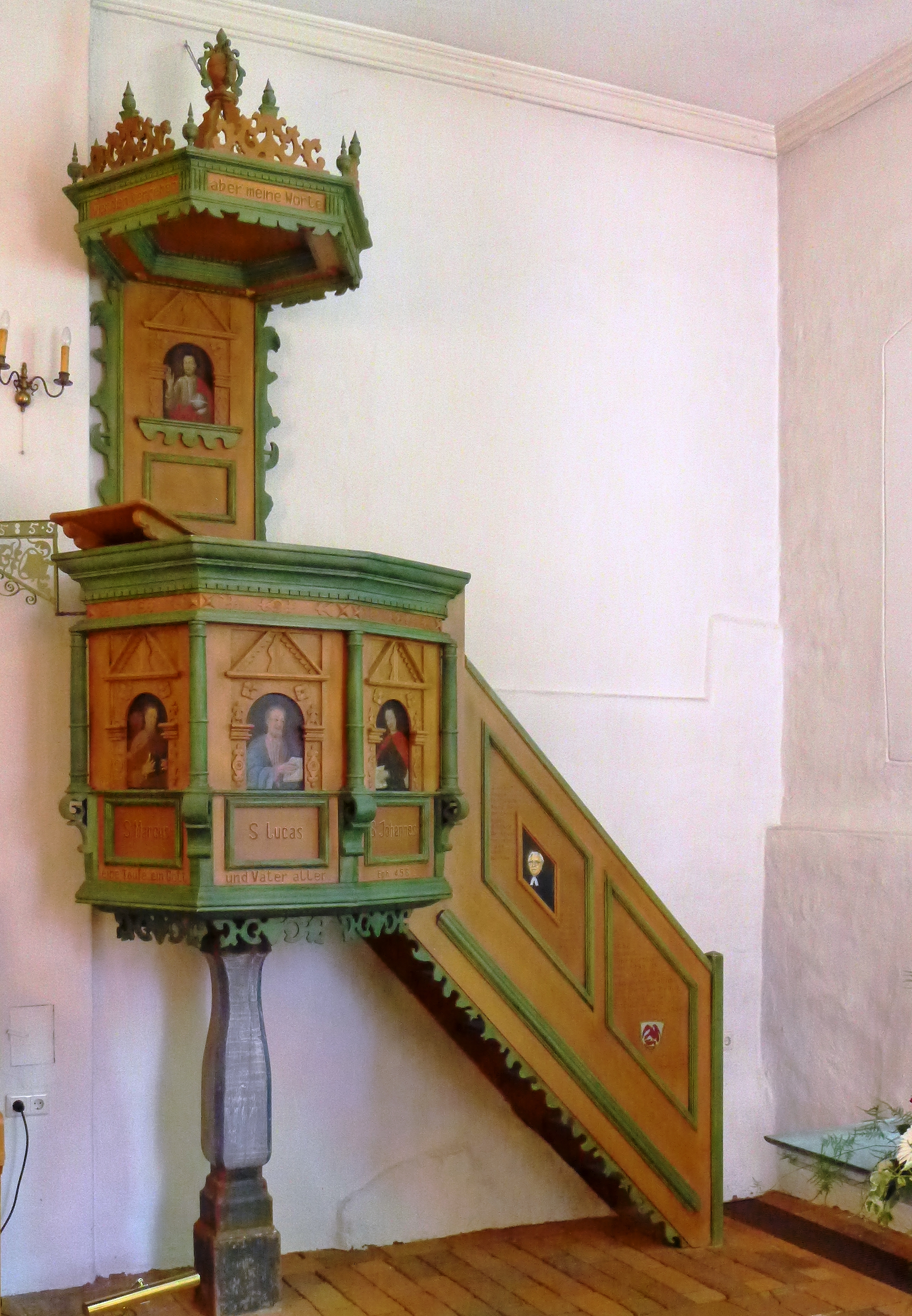
Gereconstrueerde kansel
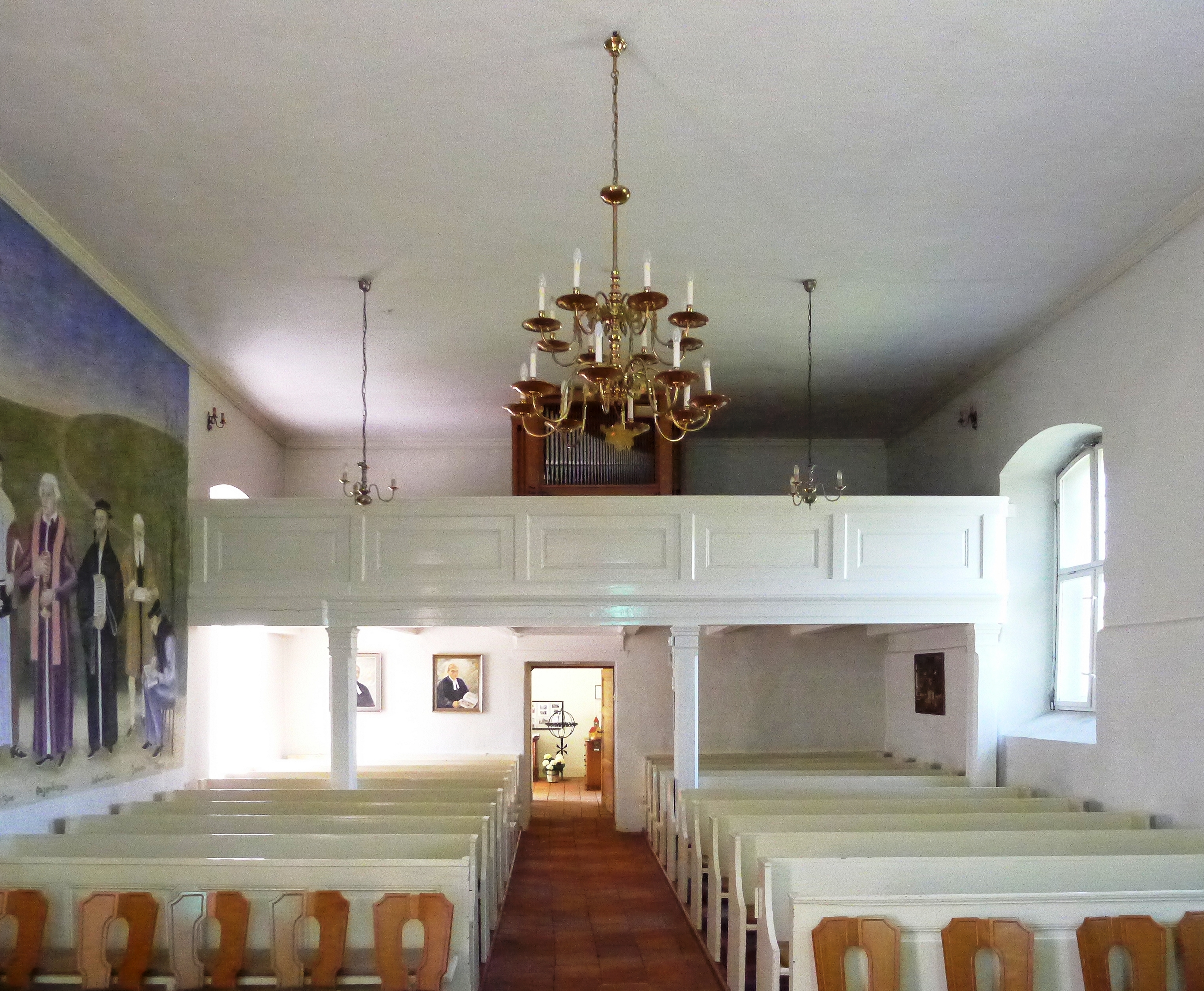
Orgelgalerij
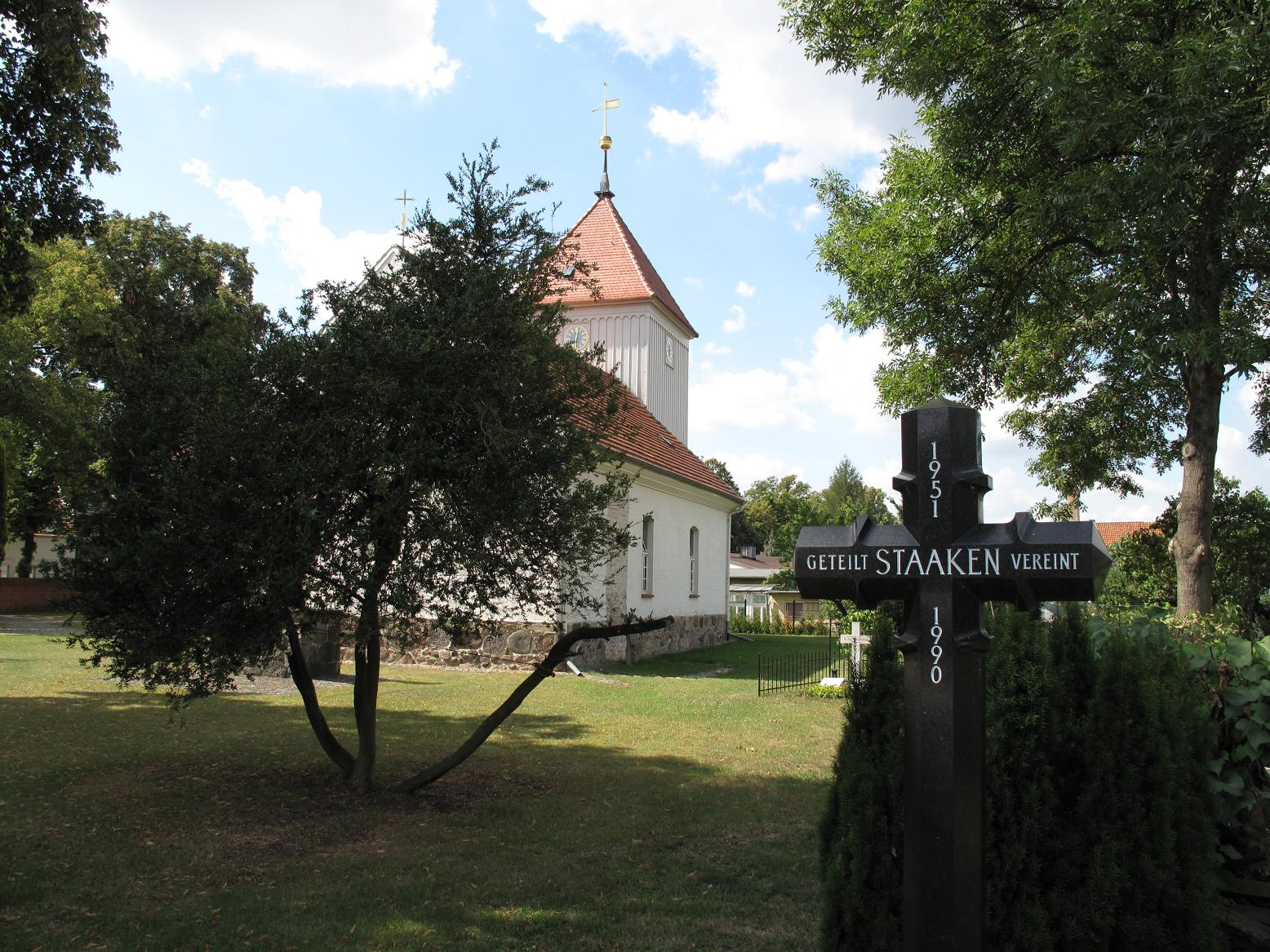
Herinneringskruis aan de deling van Staaken